# مایگاشلیا
مایگاشلیا (انگلیسی: Maygashlya) یک شهرک در شهرستان بلورتسکی باشقیرستان کشور روسیه است.